# کامرود
کامرود روستایی در شهر سه قلعه بخش سه قلعه شهرستان سرایان استان خراسان جنوبی ایران است. بر پایه سرشماری عمومی نفوس و مسکن در سال ۱۳۹۰ جمعیت این روستا کمتر از ۳ خانوار بوده‌است.

## آثار تاریخی
- قلعه یوسفیان
- حمام کامرود